# Dorothy Hyman
Dorothy Hyman, född 9 maj 1941 i Barnsley, är en före detta brittisk friidrottare.
Hyman blev olympisk silvermedaljör på 100 meter vid sommarspelen 1960 i Rom.